# Route européenne 805
Pour les articles homonymes, voir Route 805.
La route européenne 805 est une route reliant Braga à Chaves.